# Chasselay (Roine)
Chasselay és un municipi francès situat al departament del Roine i a la regió d'Alvèrnia-Roine-Alps. L'any 2007 tenia 2.691 habitants.

## Demografia

### Població
El 2007 la població de fet de Chasselay era de 2.691 persones. Hi havia 967 famílies de les quals 215 eren unipersonals (88 homes vivint sols i 127 dones vivint soles), 314 parelles sense fills, 382 parelles amb fills i 56 famílies monoparentals amb fills.
La població ha evolucionat segons el següent gràfic:
Habitants censats

### Habitatges
El 2007 hi havia 1.058 habitatges, 982 eren l'habitatge principal de la família, 34 eren segones residències i 43 estaven desocupats. 843 eren cases i 212 eren apartaments. Dels 982 habitatges principals, 772 estaven ocupats pels seus propietaris, 194 estaven llogats i ocupats pels llogaters i 16 estaven cedits a títol gratuït; 6 tenien una cambra, 61 en tenien dues, 121 en tenien tres, 212 en tenien quatre i 582 en tenien cinc o més. 792 habitatges disposaven pel capbaix d'una plaça de pàrquing. A 357 habitatges hi havia un automòbil i a 562 n'hi havia dos o més.

### Piràmide de població
La piràmide de població per edats i sexe el 2009 era:
| Homes | Edats   | Dones |
| ----- | ------- | ----- |
| 0     | 95 o +  | 8     |
| 4     | 90 a 94 | 48    |
| 8     | 85 a 89 | 44    |
| 8     | 80 a 84 | 36    |
| 40    | 75 a 79 | 40    |
| 48    | 70 a 74 | 16    |
| 84    | 65 a 69 | 64    |
| 60    | 60 a 64 | 72    |
| 72    | 55 a 59 | 60    |
| 108   | 50 a 54 | 100   |
| 84    | 45 a 49 | 100   |
| 92    | 40 a 44 | 96    |
| 100   | 35 a 39 | 104   |
| 80    | 30 a 34 | 76    |
| 72    | 25 a 29 | 76    |
| 56    | 20 a 24 | 56    |
| 100   | 15 a 19 | 60    |
| 100   | 10 a 14 | 84    |
| 88    | 5 a 9   | 76    |
| 68    | 0 a 4   | 76    |

## Economia
El 2007 la població en edat de treballar era de 1.630 persones, 1.211 eren actives i 419 eren inactives. De les 1.211 persones actives 1.157 estaven ocupades (605 homes i 552 dones) i 54 estaven aturades (28 homes i 26 dones). De les 419 persones inactives 177 estaven jubilades, 153 estaven estudiant i 89 estaven classificades com a «altres inactius».

### Ingressos
El 2009 a Chasselay hi havia 934 unitats fiscals que integraven 2.448 persones, la mediana anual d'ingressos fiscals per persona era de 26.066 €.

### Activitats econòmiques
Dels 134 establiments que hi havia el 2007, 3 eren d'empreses alimentàries, 22 d'empreses de construcció, 31 d'empreses de comerç i reparació d'automòbils, 5 d'empreses de transport, 4 d'empreses d'hostatgeria i restauració, 2 d'empreses d'informació i comunicació, 11 d'empreses financeres, 6 d'empreses immobiliàries, 26 d'empreses de serveis, 18 d'entitats de l'administració pública i 6 d'empreses classificades com a «altres activitats de serveis».
Dels 36 establiments de servei als particulars que hi havia el 2009, 1 era una oficina de correu, 3 oficines bancàries, 2 tallers de reparació d'automòbils i de material agrícola, 3 paletes, 3 guixaires pintors, 9 fusteries, 2 lampisteries, 3 electricistes, 2 perruqueries, 3 restaurants i 5 agències immobiliàries.
Dels 10 establiments comercials que hi havia el 2009, 3 eren fleques, 2 carnisseries, 1 una llibreria, 1 una botiga de roba, 2 botigues de mobles i 1 una floristeria.
L'any 2000 a Chasselay hi havia 47 explotacions agrícoles que ocupaven un total de 570 hectàrees.

## Equipaments sanitaris i escolars
El 2009 hi havia 1 un hospital de tractaments de llarga durada i 1 farmàcia.
El 2009 hi havia 2 escoles elementals.

## Poblacions més properes
El següent diagrama mostra les poblacions més properes.